# كيمري
كيمري (بالروسية: Кимры) هي إحدى مدن روسيا في الكيان الفدرالي الروسي تفير أوبلاست.

## توأمة
لكيمري اتفاقيات توأمة مع:
- كورنفستهايم

## أعلام
- أليكسي ايفانوف